# CanSino Biologics
CanSino Biologics, estilizado como CanSinoBIO (en chino simplificado, 康希诺生物; pinyin, Kāngxīnuò shēngwù), es el nombre de una empresa de vacunas china.

## Historia
CanSino Biologics fue fundada en 2009 en Tianjin por Yu Xuefeng, Zhu Tao, Qiu Dongxu y Helen Mao Huihua.
En julio de 2018, presentó una solicitud para cotizar en la Bolsa de Valores de Hong Kong. Debutó el 28 de marzo de 2019 con un aumento del 59%, la mayor ganancia de negociación del primer día en Hong Kong desde 2017. En agosto de 2020, completó una oferta secundaria en el mercado STAR de la Bolsa de Valores de Shanghái, donde recaudó 5.200 millones de yuanes (US $750 millones).

## Descripción
La compañía tiene una cartera de vacunas en investigación que incluyen Ad5-EBOV para prevenir el ébola y Ad5-nCoV para COVID-19. La compañía ha colaborado previamente con el Consejo Nacional de Investigación de Canadá (NRC) en el desarrollo de vacunas. Las dos organizaciones comenzaron a colaborar en 2013 y luego trabajaron juntas para desarrollar una vacuna contra el ébola.

### Desarrollo de la vacuna contra el COVID-19

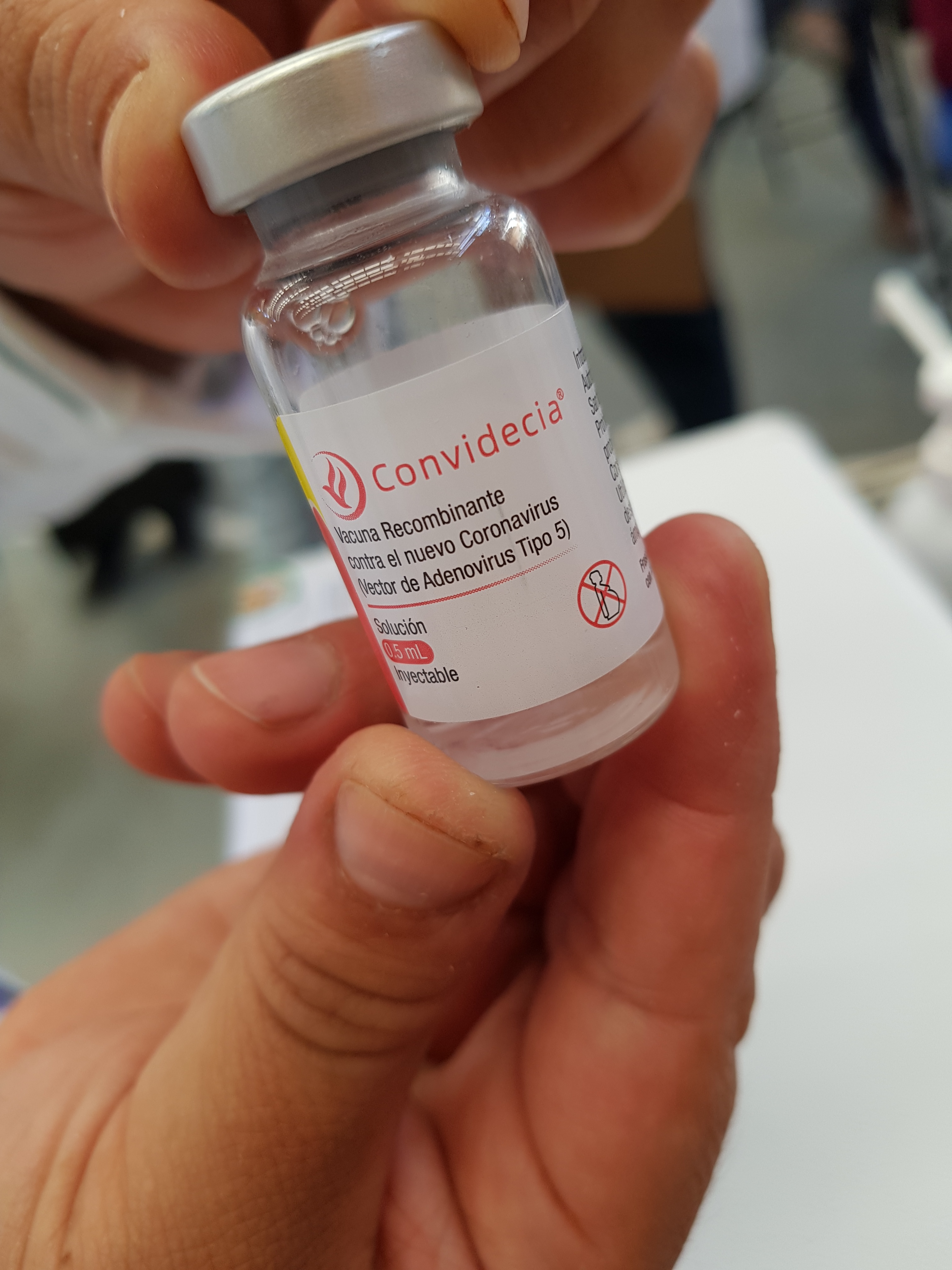
Vial de la vacuna Convidecia de CanSino (AD5-nCOV) embotellado en México.

AD5-nCOV, de nombre comercial Convidecia, es un candidato a vacuna contra COVID-19 que está siendo desarrollado por Cansino Biologics. A diciembre de 2020, se encuentra actualmente en ensayos de fase III en Argentina, Chile, México, Pakistan, Rusia, y Arabia Saudita con más de 40.000 personas en administración de dosis doble y única. Convidicea es una vacuna de vector viral similar a AZD1222 de AstraZeneca y Gam-COVID-Vac de Gamaleya, que también se encuentran en ensayos clínicos de fase III para COVID-19. En noviembre, CanSino dijo que comenzaría el análisis intermedio de los resultados de la Fase III cuando se encuentren 50 casos de infección.

### Evidencia de eficacia
En mayo de 2021, estudios publicados por el Instituto Nacional de Ciencias Médicas y Nutrición "Salvador Zubirán" en México, han detectado que la efectividad de la vacuna de CanSino Biologics contra el COVID-19 pudiera caer hasta niveles por debajo del 50% después de la aplicación única, por lo que se está planteando el ensayo en pacientes aplicando una segunda dosis. CanSino Biologics ha confirmado esta información.
Un estudio realizado de forma independiente por la Sala de Situación en Salud por COVID-19 y el Instituto de Investigación en Ciencias Biomédicas del CUCS de la Universidad de Guadalajara y publicado en el mes de septiembre del 2021, a través de un diseño de estudio de tipo Cohorte, fueron reclutadas 346 personas (117 con infección de COVID-19 previamente y 229 sin infección de COVID-19 previa) todos ellos vacunados con Ad5-nCoV. El porcentaje de anticuerpos neutralizantes contra el SARS-CoV-2 y anticuerpos contra Ad5 medidos a través de ELISA IgG, fueron ambos cuantificados en condiciones previas y posteriores a la vacunación. Fue identificado como resultado que la vacuna Ad5-nCoV induce un mayor porcentaje de anticuerpos neutralizantes en individuos con infección de COVID-19 previa que en aquellos sin COVID-19 previa a la vacunación.
El día 23 de diciembre del 2021, fueron publicados los resultados del ensayo clínico fase III de la vacuna Cansino para SARS-Cov-2. Fue reportado ser 57.5% eficaz contra COVID-19 sintomático y 91.7% contra COVID grave a los 28 días post-vacunación.